# Oberhaid (Traunstein)

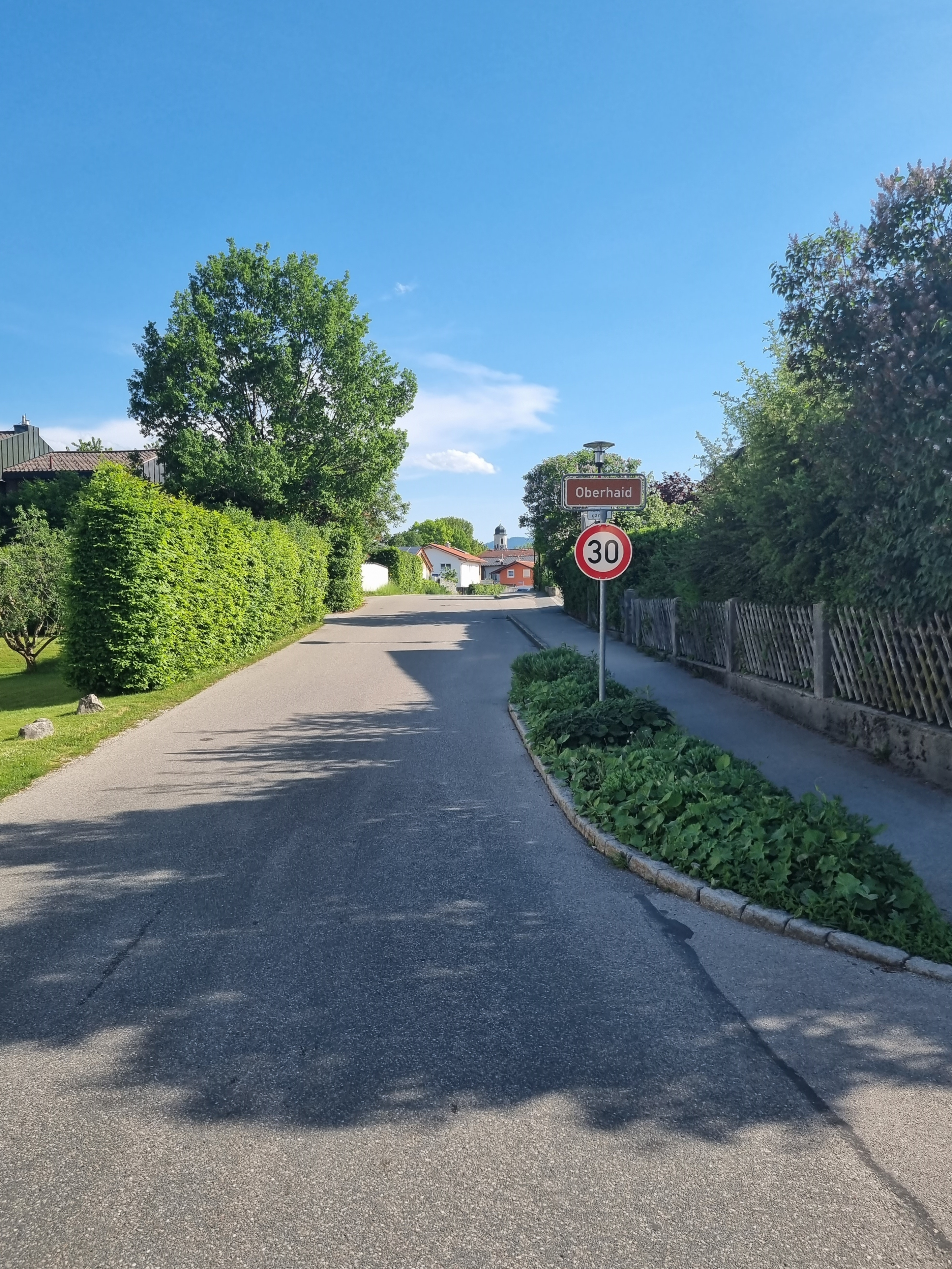
Ortstafel in der Hochfellnstraße

Oberhaid ist ein Gemeindeteil der Großen Kreisstadt Traunstein im oberbayerischen Landkreis Traunstein.
Die Siedlung in der Gemarkung Haslach liegt rund eineinhalb Kilometer südwestlich des Zentrums von Traunstein.
Oberhaid ist der jüngste Gemeindeteil der ehemaligen Gemeinde Haslach. Der Name Oberhaid entstand vermutlich in Angleichung an das benachbarte Unterhaid (= untere Heide) in der ehemaligen Gemeinde Wolkersdorf.
Ab 1932 entstanden hier die ersten Häuser. Die erste Erwähnung in den Amtlichen Ortsverzeichnissen für Bayern findet Oberhaid in der Ausgabe von 1952 mit den Volkszählungsdaten von 1950, damals mit 89 Einwohnern in 14 Wohngebäuden.
Die Flur, auf dem die Siedlung entstand, hieß aufgrund der eng aneinander gereihten Äckern der Haslacher Höfe Engfeld, weshalb die Regierung von Oberbayern und das Landratsamt Traunstein 1951 auch eine Umbenennung des Ortes in Engfeld anstrebten. Dies wurde jedoch vom Haslacher Gemeinderat abgelehnt.
Während des Zweiten Weltkriegs wurde bei Bombenangriffen am 11. November 1944 und noch verheerender am 18. April 1945 auch Oberhaid in Mitleidenschaft gezogen, wovon auch in jüngerer Zeit noch Funde von Blindgängern zeugen.
Oberhaid wurde im Zuge der Gemeindegebietsreform als Teil der Gemeinde Haslach am 1. Mai 1978 nach Traunstein eingemeindet und ist heute mit Haslach, Unterhaid und Wegscheid zusammengewachsen.
Der Gemeindeteil hatte am 25. Mai 1987 397 Einwohner in 99 Wohnhäusern.